# Chionaema margarethae
Chionaema margarethae är en fjärilsart som beskrevs av Sergius G. Kiriakoff 1958. Chionaema margarethae ingår i släktet Chionaema och familjen björnspinnare. Inga underarter finns listade i Catalogue of Life.